# Booneville (Arkansas)
Booneville is een plaats (city) in de Amerikaanse staat Arkansas, en valt bestuurlijk gezien onder Logan County.

## Demografie
Bij de volkstelling in 2000 werd het aantal inwoners vastgesteld op 4117.
In 2006 is het aantal inwoners door het United States Census Bureau geschat op 4134, een stijging van 17 (0,4%).

## Geografie
Volgens het United States Census Bureau beslaat de plaats een oppervlakte van
10,6 km², geheel bestaande uit land. Booneville ligt op ongeveer 152 m boven zeeniveau.

## Plaatsen in de nabije omgeving
De onderstaande figuur toont nabijgelegen plaatsen in een straal van 24 km rond Booneville.